# Bitka pri Dunkirku
Bitka pri Dunkirku je bila bitka, ki je potekala v okolici francoskega pristanišča Dunkirk med drugo svetovno vojno, med zavezniki in nacistično Nemčijo. Ko so zavezniki izgubljali bitko za Francijo na zahodni fronti, je bitka pri Dunkirku predstavljala obrambo in evakuacijo britanskih in drugih zavezniških sil v Veliko Britanijo od 26. maja do 4. junija 1940.   
Po lažni vojni se je 10. maja 1940 začela resnična bitka za Francijo. Na vzhodu je nemška armadna skupina B napadla Nizozemsko in napredovala proti zahodu. V odgovor v to je vrhovni poveljnik zavezniških sil Maurice Gamelin sprožil "načrt D", s čimer so britanske in francoske čete vstopile v Belgijo, da bi se spopadle z Nemci na Nizozemskem. Francosko načrtovanje vojne je temeljilo na utrdbah Maginotove linije vzdolž nemško-francoske meje, ki so varovale regiji Alzacija in Lorena, vendar utrdbe hkrati niso varovale belgijske meje. Nemške sile so že okupirale večino Nizozemske, preden so prišle francoske sile. Namesto tega je general Gamelin poslal sile pod svojim poveljstvom - tri mehanizirane sile, francosko prvo in sedmo armado ter britanske ekspedicijske sile (BEF) - na reko Dyle. 14. maja je nemška armadna skupina A prodrla skozi Ardene in hitro napredovala proti zahodu proti Sedanu, se obrnila proti severu do Rokavskega preliva, z uporabo načrta generalfeldmaršala Ericha von Mansteina Sichelschnitt (v okviru nemške strategije Fall Gelb), ki je učinkovito obkrožila zavezniške sile.  
Vrsta zavezniških protinapadov, vključno z bitko pri Arrasu, ni uspela ustaviti nemškega vojaškega stroja, ki je 20. maja dosegel obalo in ločil BEF blizu Armentièresa, francosko prvo armado in belgijsko vojsko bolj severno od večine francoskih čet južno od nemškega prodora. Ko so nemške sile dosegle Rokavski preliv, so se ob obali obrnile proti severu in zagrozile, da bodo zavzele pristanišča ter ujele britanske in francoske sile. 
V eni izmed najbolj razpravljanih odločitev v vojni so Nemci ustavili napredovanje proti Dunkirku. To, kar je postalo znano kot "Halt ukaz", ni bil izveden na ukaz Adolfa Hitlerja. Generaloberste (generala polkovnika) Gerd von Rundstedt in Günther von Kluge sta predlagala, da bi morale nemške sile okoli okolice Dunkirka prenehati napredovati proti pristanišču in se združiti, da bi se izognile zavezniškemu preboju. Hitler je ukaz odobril 24. maja s podporo nemškega vrhovnega poveljstva Wehrmacht. Vojska naj bi se ustavila za tri dni, kar je zaveznikom dalo dovolj časa za organizacijo evakuacije iz Dunkirka in sestavo obrambe. Medtem, ko je bilo več kot 330.000 zavezniških vojakov rešenih, so Britanci in Francozi utrpeli velike izgube in so bili prisiljeni zapustiti skoraj vso svojo opremo; med evakuacijo je umrlo okoli 16.000 francoskih in 1.000 britanskih vojakov. Samo britanske ekspedicijske sile so med francosko kampanjo izgubile približno 68.000 vojakov.

## Ozadje
10. maja 1940 je Winston Churchill postal predsednik vlade Združenega Kraljestva, potem, ko je premier Neville Chamberlain istega dne odstopil s položaja, zaradi izgube podpore, ki je nastala zaradi poraza britanske vojske na Norveškem v bitki z Nemci. Istega dne, 10. maja, se je lažna vojna uradno končala, ko so Nemci začeli z napadi na države Zahodne Evrope ter začeli z bitko za Francijo. Do sredine maja so Nemci okupirali celotno Nizozemsko ter se bližali zmagi v invaziji na Belgijo ter Luksemburg. Francija in Velika Britanija sta v upanju, da bi preprečili nemški vojski dostop do morja, poslali vse njune najboljše čete v Belgijo. Kmalu se je izkazalo, da so zavezniške čete obsojene na poraz, saj nikakor niso mogle zaustaviti nemškega vojaškega stroja. Po okupaciji Luksemburga se je nemška vojska ustavila na francosko-belgijski meji pri pravkar okupiranem Luksemburgu. Genrela Gerd von Rundstedt in Günther von Kluge sta predlagala, da bi morale nemške sile okoli okolice Dunkirka prenehati napredovati proti pristanišču in se združiti, da bi se izognile zavezniškemu preboju. Hitler je ukaz odobril 24. maja s podporo generalov Wehrmachta in akcijo ukazal izvesti dva dni pozneje, kar je dalo zaveznikom priložnost, da so se pripravili na izkrcanje britanskih in francoskih čet iz pristanišča Dunkirk.

## Spopad

### "Borite se nazaj proti zahodu"
26. maja je poveljnik Anthony Eden povedal generalu Gortu, da se bo morda moral "boriti nazaj proti zahodu", in mu ukazal, naj pripravi načrte za evakuacijo, vendar ne da bi povedal Francozom ali Belgijcem. Gort je predvidel ukaz in predhodni načrti so bili že pripravljeni. Prvega takega načrta za obrambo ob kanalu Lys ni bilo mogoče izvesti zaradi nemškega napredovanja 26. maja, ko sta bili 2. in 50. britanska divizija poraženi, 1., 5. in 48. divizija pa pod močnim napadom. 2. divizija je imela velike izgube, ko je poskušala obdržati odprt koridor, saj je bilo zmanjšano število brigad, vendar jim je uspelo;  1., 3., 4. in 42. divizija so tistega dne pobegnile po koridorju, prav tako približno ena tretjina francoske prve armade. Ko so se zavezniki umaknili, so opustili svoje topništvo in vozila ter zapustili njihove zaloge.
27. maja so se Britanci z bojevanjem vrnili v okolico Dunkirka. Tisti dan se je zgodil pokol v Le Paradisu, ko je nemška 3. SS divizija Totenkopf v bližini kanala La Bassée z mitraljezom brutalno postrelila 97 britanskih in francoskih vojnih ujetnikov. Britanski ujetniki so bili iz 2. bataljona kraljevega norfolškega polka, ki je bil del 4. brigade 2. divizije. Nemci so jih postavili ob steno hleva in jih vse postrelili; samo dva sta preživela. Medtem je Luftwaffe odvrgla bombe in letake na zavezniške vojske. Letaki so prikazovali zemljevid stanja. V angleščini in francoščini so pisali: "Britanski vojaki! Poglejte zemljevid: prikazuje vaše pravo stanje! Vaše čete so popolnoma obkoljene - nehajte se boriti! Odložite orožje!" Kopensko in zračno usmerjenim Nemcem se je zdelo morje neprehodna ovira, zato so verjeli, da so zavezniki obkoljeni; vendar so Britanci videli morje kot edina pot do varnega.
Poleg bomb je Luftwaffe na Dunkirk izstrelila tudi visokoeksplozivne granate. Do takrat je bilo v mestu ubitih več kot 1000 civilistov. To bombardiranje se je nadaljevalo do konca evakuacije.

### Bitka pri Wytschaete
Gort je poslal generalpodpolkovnika Ronalda Adama, ki je poveljeval III. korpusu, da bi sestavil obrambno območje okoli Dunkirka; poveljstvo njegovega korpusa je prešlo na generalpodpolkovnika Sydneyja Rigbyja Wasona iz osebja GHQ. Generalpodpolkovnik Alan Brooke, ki je poveljeval II. korpusu, naj bi izvedel zadrževalno akcijo s 3., 4., 5. in 50. divizijo vzdolž kanala Ypres-Comines do Yserja, medtem ko se je preostali del BEF umaknil. Bitka pri Wytschaeteju čez mejo v Belgiji je bila najtežja akcija, s katero se je general Brooke soočil v tej vlogi.
26. maja so Nemci izvedli napad na britanske položaje. Sredi dneva 27. maja so s tremi divizijami izvedli obsežni napad južno od Ypresa. Sledila je bitka, kjer je bila vidljivost slaba zaradi gozdnatega ali urbanega terena, komunikacije pa so bile slabe, ker Britanci takrat niso uporabljali radijskih postaj pod nivojem bataljona in so bile telefonske žice pretrgane. Nemci so uporabili taktiko infiltracije, da bi prišli med Britance, ki so bili premagani.
Najhujše boje je utrpela 5. divizija. Še 27. maja je Brooke ukazal poveljniku 3. divizije, generalmajorju Bernardu Montgomeryju, naj svojo divizijo razširi in s tem osvobodi 10. in 11. brigado, obe iz 4. divizije, da se pridružita 5. diviziji pri grebenu Messines. Prva je prispela 10. brigada, ko je ugotovila, da je nemški sovražnik tako daleč napredoval, da se je približeval britanskemu topništvu.
Tisti dan je Brooke ukazal izvesti protinapad. To naj bi izvedla dva bataljona, 3. grenadirska garda in 2. polk North Staffordshire, oba iz 1. divizije generalmajorja Harolda Alexandra. Severni Staffordi so napredovali do reke Kortekeer, medtem ko so grenadirji dosegli sam kanal, a sovražnika niso mogli zadržati. Protinapad je zmotil Nemce in jih zadržal malo dlje, medtem ko se je BEF umikal.

### Akcija v Poperingeu
Pot nazaj od Brookeovega položaja v Dunkirku je potekala skozi mesto Poperinge. Na bližnjem mostu je potekala večina glavnih cest na tem območju. 27. maja je Luftwaffe dve uri temeljito bombardirala nastali prometni zamašek in uničila ali onemogočila okoli 80 odstotkov vojaških vozil. Drugi napad Luftwaffe v noči z 28. na 29. maj je bil izveden z raketami, kar je povzročilo vžig številnih vozil. Zlasti britanska 44. divizija je morala opustiti veliko orožij in tovornjakov ter jih je skoraj vse izgubila med Poperingejem in Montom.
Nemška 6. Panzerdivision bi verjetno lahko uničila 44. divizijo pri Poperingeju 29. maja, s čimer bi premagal tudi 3. in 50. divizijo. Zgodovinar in avtor Julian Thompson pravi, da je "osupljivo", da tega niso storili, ampak jih je zamotil sovražnik, ko so bežali v bližnje mesto Cassel.

### Predaja Belgije
Gort je ukazal generalpodpolkovniku Adamu, ki je poveljeval III. korpusu, in francoskemu generalu Fagaldeju, naj pripravita čim boljšo obrambo Dunkirka. Obramba je bila polkrožena, s francoskimi vojaki v zahodnem delu in britanskimi vojaki v vzhodnem delu. Potekala je vzdolž belgijske obale od Nieuwpoorta na vzhodu preko Veurna, Bulskampa in Berguesa do Gravelinesa na zahodu. Linija je bila v danih okoliščinah obdana čim močneje. 28. maja se je belgijska vojska, ki se je bojevala na reki Lys pod poveljstvom kralja Leopolda III., predala, s čimer je Belgija kapitulirala in bila predana v roke nemškega okupatorja. Britance je belgijska kapitulacija presenetila, čeprav jih je kralj Leopold vnaprej opozoril, da se lahko to zgodi. Kot ustavnega monarha je Leopoldova odločitev, da se preda brez posvetovanja z belgijsko vlado, pripeljala do tega, da sta ga belgijski premier Hubert Pierlot in francoski premier Paul Reynaud, obsodila. Gort je v boj poslal 3., 4. in 50. divizijo, da bi zasedel prostor, ki so ga imeli Belgijci.

### Obramba
Medtem, ko so še odhajali na položaje, so naleteli na nemško 256. divizijo, ki je poskušala ujeti generala Gorta. Oklepni avtomobili Royal Lancers so zaustavili Nemce pri samem Nieuwpoortu. Bitka je nato trajala vse do 28. maja. Poveljstvo in nadzor na britanski strani sta upadla in vojska se je počasi umikala proti Dunkirku.
Medtem je Erwin Rommel zajel pet divizij francoske prve armade blizu Lilla. Čeprav so imeli Nemci močno številčno premoč, so se Francozi štiri dni borili pod vodstvom generala Moliniéja ob zavzetju Lilla, s čimer so sedem nemških divizij ustavili pred napadom na Dunkirk in rešili približno 100.000 zavezniških vojakov. Kot priznanje za visoko obrambo garnizije jim je nemški general Kurt Waeger podelil vojne časti in pozdravil francoske čete, ko so korakale mimo v paradi s puškami na ramenih.
Obramba okolice Dunkirka je trajala od 29. do 30. maja. 31. maja so Nemci skoraj prispeli do Nieuwpoorta. Razmere so postale tako obupne, da sta dva poveljnika britanskega bataljona zasedla Bren, pri čemer je en polkovnik streljal, drugi pa polnil puške, ko jim je zmanjkalo streliva. Nekaj ur pozneje je 2. bataljon Coldstream Guards 3. divizije odhitel, da bi okrepil boje blizu Furnesa, kjer so bile britanske čete poražene. Straža je vzpostavila red tako, da je nekaj bežečih vojakov ustrelila. Britanske čete so se vrnile na fronto in se uspešno zaščitile pred nemškim napadom.
Popoldne so Nemci zavzeli obrobje blizu kanala pri Bulskampu, vendar so jih ustavila močvirna tla na drugi strani kanala. Ko je padel mrak, so se Nemci pripravili za nov napad na Nieuwpoort. Osemnajst bombnikov RAF je našlo Nemce, ko so se še zbirali, in jih bombardiralo.

### Umik v Dunkirk
Tudi 31. maja je general von Küchler prevzel poveljstvo nad vsemi nemškimi silami v Dunkirku. Njegov načrt je bil preprost: 1. junija ob 11:00 izvesti splošen napad po celotni fronti. Nenavadno je, da von Küchler ni upošteval radijskega prestrezanja, ki mu je povedalo, da Britanci zapuščajo vzhodni konec fronte, da bi se vrnili k samemu Dunkirku.
Zjutraj 1. junija je bilo jasno - vreme je bilo primerno za letenje, v nasprotju s slabim vremenom, ki je oviralo letalske operacije 30. in 31. maja (v celotni operaciji sta bila le dva in pol dneva dobrega letenja.) Čeprav je Churchill obljubil Francozom, da bodo Britanci ščitili njihov pobeg na terenu, so bili Francozi tisti, ki so zagotavljali obrambo, medtem ko so bili zadnji preostali britanski vojaki evakuirani. Ob sprožitvi nemškega topniškega ognja ter obstreljevanju in bombardiranju z strani Luftwaffe, so števili Francozi vztrajali v bitki. 2. junija (na dan, ko so se zadnje britanske enote vkrcale na ladje) so se Francozi začeli počasi umikati in do 3. junija so bili Nemci samo še 3,2 km oddaljeni od Dunkirka. V noči na 3. junij je bila izvedena nočna evakuacija. 4. junija ob 10:20 so Nemci obesili svastiko nad območji, iz katerih je pobegnilo na stotine britanskih in francoskih vojakov.
Odpor zavezniških sil, zlasti francoskih sil, vključno s francosko 12. motorizirano pehotno divizijo iz Fort des Dunes, je zagotovil čas za evakuacijo večine vojakov. Wehrmacht je zajel približno 35.000 vojakov, skoraj vsi so bili Francozi. Ti ljudje so varovali evakuacijo do zadnjega trenutka in se niso mogli vkrcati. Enaka usoda je doletela francosko 12. motorizirane pehotne divizije (sestavljene zlasti iz francoskega 150. pehotnega polka); ujeli so jih 4. junija zjutraj na plaži Malo-les-Bains. Pred zajtejem so ujete zavezniške čete sežgale njihove zastave.

## Evakuacija
Vojno ministrstvo je 25. maja sprejelo odločitev o evakuaciji britanskih sil. V devetih dneh od 27. maja do 4. junija je pobegnilo 338.226 moških, vključno s 139.997 francoskimi, poljskimi in belgijskimi vojaki, skupaj z majhnim številom nizozemskih vojakov, na krovu 861 plovil (od katerih je bilo 243 potopljenih med operacijo). B. H. Liddell Hart je zapisal, da je lovsko poveljstvo izgubilo 106 letal nad Dunkirkom, Luftwaffe pa približno 135, od katerih sta francoska mornarica in britanska kraljeva mornarica sestrelili nekatera. MacDonald je leta 1986 zapisal, da so britanske izgube znašale 177 letal, nemške pa 240.
Privezi v Dunkirku so bili preveč poškodovani, da bi jih lahko uporabili, toda vzhodni in zahodni pomol sta bila nepoškodovana. Kapitan William Tennant, zadolžen za evakuacijo, se je odločil, da bo za prihod ladij uporabil plaže in vzhodni pomol. Ta zelo uspešna zamisel je močno povečala število vojakov, ki jih je bilo mogoče vkrcati vsak dan, in 31. maja je bilo vkrcanih več kot 68.000 mož.
Zadnja britanska vojska se je vkrcala 3. junija in ob 10:50 je Tennant ukazal Ramsayju, da naj potrdi konec operacije. Vendar pa je Churchill vztrajal pri vrnitvi po Francoze in kraljeva mornarica se je zato vrnila 4. junija, da bi rešila čim več francoskih vojakov. Tisti zadnji dan je bilo evakuiranih več kot 26.000 francoskih vojakov, med 30.000 in 40.000 pa jih je ostalo v Dunkirku in so jih nato ujeli Nemci. Med evakuacijo je umrlo približno 16.000 francoskih in 1000 britanskih vojakov. Med bitko je bilo uničenih 90 % Dunkirka.